# Бискупин (археологически обект)
Древното селище в Биску̀пин (на полски: Gród w Biskupinie) е археологически обект, разположен в село Бискупин, Куявско-Поморско войводство, Полша. Откриването на селището е едно от най-важните събития в историята на полската и европейската археология.

## История на археологическите изследвания
През 1933 година при мелиоративна дейност нивото на водата в Бискупското езеро спада дотолкова, че над водната повърхност се очертават останките на укрепленията на древно селище. Местните селяни намират на това място исторически предмети, без да си дават сметка за археологическата им стойност. Въпросът придобива гласност, едва когато децата от местното училище разказват за намерените странни предмети на учителя си Валенти Швайцер. Учителят съобщава за откритието на проф. Юзеф Костшевски (Józef Kostrzewski) от Познан и през 1934 започват разкопки, които продължават до избухването на Втората световна война. Първоначално експедицията разполага със скромни средства. На 22 юни 1934 година шестчленен екип започва работа, разполагащ единствено с 360 злоти и с помощта на двадесет безработни мъже от Гонсава и Бискупин. До 1939 г. по разкопките се работи по няколко месеца годишно. Ръководители на групата археолози от Познанския университет са проф. Юзеф Костшевски и д-р Зджислав Райевски.
По време на войната, в периода 1939 – 1942 г., специален немски отряд на СС се заема с разкопките на терена на Бискупин, като целта е да се докаже прагерманския произход на селището. След войната се появява теория, че тъй като археологическите разкопки на германците не са довели до желания резултат, окупаторите решават да ликвидират находката, като я засипят с прът и пясък, за да може намерените преди войната находки да станат негодни за експозиция. По-късно обаче полските археолози под ръководството на Зджислав Райевски подновяват работата по разкопките и продължават проучванията си до 1974 година (през 1950 г. е открит музей, а през 1951 г. – студентски археологически лагер). Общо са изследвани около 3/4 от площта на селището. Понастоящем по-голямата част от обекта отново е засипана с пръст и торф.
Проучванията в Бискупин – както в периода между двете войни, така и след войната са пример за провеждане на археологически разкопки на възможно най-високо методическо ниво. В периода между войните в Бискупин са организирани интердисциплинарни палеоекологични изследвания, извършвани са археологически експерименти. По време на тези изследвания за пръв път в Полша се използва документална фотография, при която снимките са направени от балон, издигнат във въздуха с помощта на водород.
Селището в Бискупин е единственият в Полша археологически обект, за който е разработена програма за дългосрочна консервация.
На 16 септември 1994 г. селището в Бискупин е обявено за паметник на полската история. Решението е обосновано с факта, че тази забележителност е единствена по рода си от този период и може да бъде сравнена единствено с неолитните селища в Швейцария или с Помпей (които също са от този период).

## Укрепено селище отлужишката култура
Селището в Бискупин се свързва с лужишкия културен кръг, продължил от средната бронзова епоха, от около XIV век пр.н.е., до ранната желязна епоха, т.е. около V век пр.н.е. Лужишка култура е археологическо понятие, свързано според различни изследователи с различни етнически групи – германски племена, славяни или илири. Въпросът за етническата принадлежност на Бискупин се използва за идеологически цели и в спорове относно претенциите на различните народи към земите на днешна Полша. В наши дни се приема, че етническата принадлежност на лужишката култура, подобно на повечето други древни археологически култури, не може да бъде определена.
Изследванията на дървените трупи, сочат, че 50% от дървения дъбов материал, използван за изграждане на селището, е отсечен през 748 година пр.н.е.
Селището е изградено върху остров (днес полуостров) в Бискупинското езеро и има приблизително овална форма с площ около 2 хектара; като валовете са около 1,3 хектара. Островът се е издигал на 0,8 – 1,2 м над водната повърхност на езерото. Селището е било обитавано в продължение на около 150 години. На територията му са се намирали около 106 домакинства всяко със среден размер около 8 × 10 м, построени в редици покрай покрити с дърво 11 улици, всяка от които с размер около 2,5 м. Счита се, че в селището са могли живеят от 800 до 1000 души. Селището е било обградено с насипи от дърво и пръст с дължина 640 м, широчина 3 м и предполагаема височина до 6 м. Около селището е бил изграден вълнолом с широчина от 2 до 9 м.
Правилната схема, по която е изградено селището в Бискупин, се повтаря и в други селища на лужишката култура от ранната желязна епоха. Причините лужишките градове да бъдат изграждани по такава схема са предмет на спорове. От икономическа гледна точка заселването на земеделско население в затвореното пространство на град, заобиколен от вода, не е рационално, затова в изследванията по темата се появяват три основни опита за изясняване на този феномен:
- заплаха от страна на номадските народи – кимери и скити;
- вътрешноплеменни борби;
- желание да се подражава на гръцките градове, които общностите от лужишката култура биха могли да познават благодарение на простиращия се далеч търговски обмен, организиран от гръцките колонии.

Неизвестна е и причина за упадъка на Бискупин, както и на другите градове от този тип. Версиите и по този въпрос са няколко:
- градовете са били унищожени от скитите (някои градове са били изгорени, в някои са открити върхове от скитски стрели);
- повишаване на нивото на водата в езерата, поради влошаване на климата;
- изчерпване на природните ресурси около града, в резултат на което възниква необходимост от преместване на други терени.

Селището в Бискупин представлява концепция на компактно строителство с отбранителен характер и е пример за протоурбанистични мислене.

## Заселване на Бискупин
Районът Палук, в който е разположен Бискупин, се е формирал от ледник, който по време на последната ледникова епоха издълбава многобройни долини. На север естествена граница на Палук е Нотецката пушча, а на юг – река Велна.
Най-старите останки на територията на Бискупин представляват лагери на ловци на елени опреди 10 000 години (горен палеолит) и неолитни жилища на първите земеделци. Те са разположени на изток от лужишкото селище и се интерпретират като неолитно селище от 4000 г. пр.н.е., както и селище от ранната бронзова епоха, заобиколено от система от ровове.
Първото лужишко селище е било напуснато от жителите си през VI век пр.н.е. поради повишаване нивото на водата в езерото, резултат от климатични промени и изчерпване на природните ресурси (изчерпване на дървения материал и ерозия на почвата). През V и IV век пр.н.е. на негово място е построено отворено селище. Населението на Бискупин се занимава със земеделие, риболов, занаятчийство (грънчарство, тъкачество).
На запад от лужишкото селище през ранното средновековие функционират градове и т.нар. раннопястовско село (VIII – XI век). Окончателният упадък на Бискупин се свързва с нарастването на значението на Пястите. През XI век тези територии са принадлежали на Гнезненското епископство, както споменава Булата на Иноценти II (1136).

## Реконструкция, популяризация, обучение
Селището в Бискупин е един от малобройните археологически обекти в Полша, при които напълно са реконструирани отбранителният вал, вълноломът, входната порта, улиците и жилищните сгради. Правят се периодични промени с цел актуализиране при установяване на нови научни факти.
В Бискупин е открит и музей, а всяка трета седмица се провежда Бискупски фестивал, включващ експериментални презентации и творчески изяви. В Бискупин функционира и една от двете полски лаборатории за консервация на мокър дървен материал, изваден от археологическия обект, както и център за експериментална археология.
Археологическият резерват в Бискупин се използва и като снимачна площадка за филмови реализации. Там са снимани сцени от филма на Йежи Хофман „С огън и меч“ (Ogniem i mieczem), „Старата приказка: Когато слънцето беше бог“ (Stara baśń: Kiedy słońce było bogiem).
По повод 85-ата годишнина от откриването на Бискупин Гугъл подготвя специален дудъл и показва на главната си страница графика на главната порта на Бискупин.

## Филателистика
Селището в Бискупин е изобразено на следните пощенски марки:
- пощенска картичка от 11 ноември 1938 г. (изглед към реконструираната източна част, по повод двадесетата годишнина от извоюване на независимостта, с номинал 15 и 30 гроша), препечатана през 1944 с номинал 25 гроша,
- две пощенски картички от 25 юли 1959, всяка с номинал 40 гроша (план на града и купа с орнаменти, тираж 650 и 638 хиляди екземпляра),
- три марки от 10 декември 1966 с изобразен макет на селището (тираж за всяка марка – 5 милиона екземпляра, номинал на всяка – 60 гроша),
- марка с номинал 1 злота от 1978, част от серията „История на полските железници“;
- датник, използван Пощенски служби Гонсава и Пощенска служба Варшава 1 – през годините 1936, 1947, 1960 и 1966.